# PDP-7

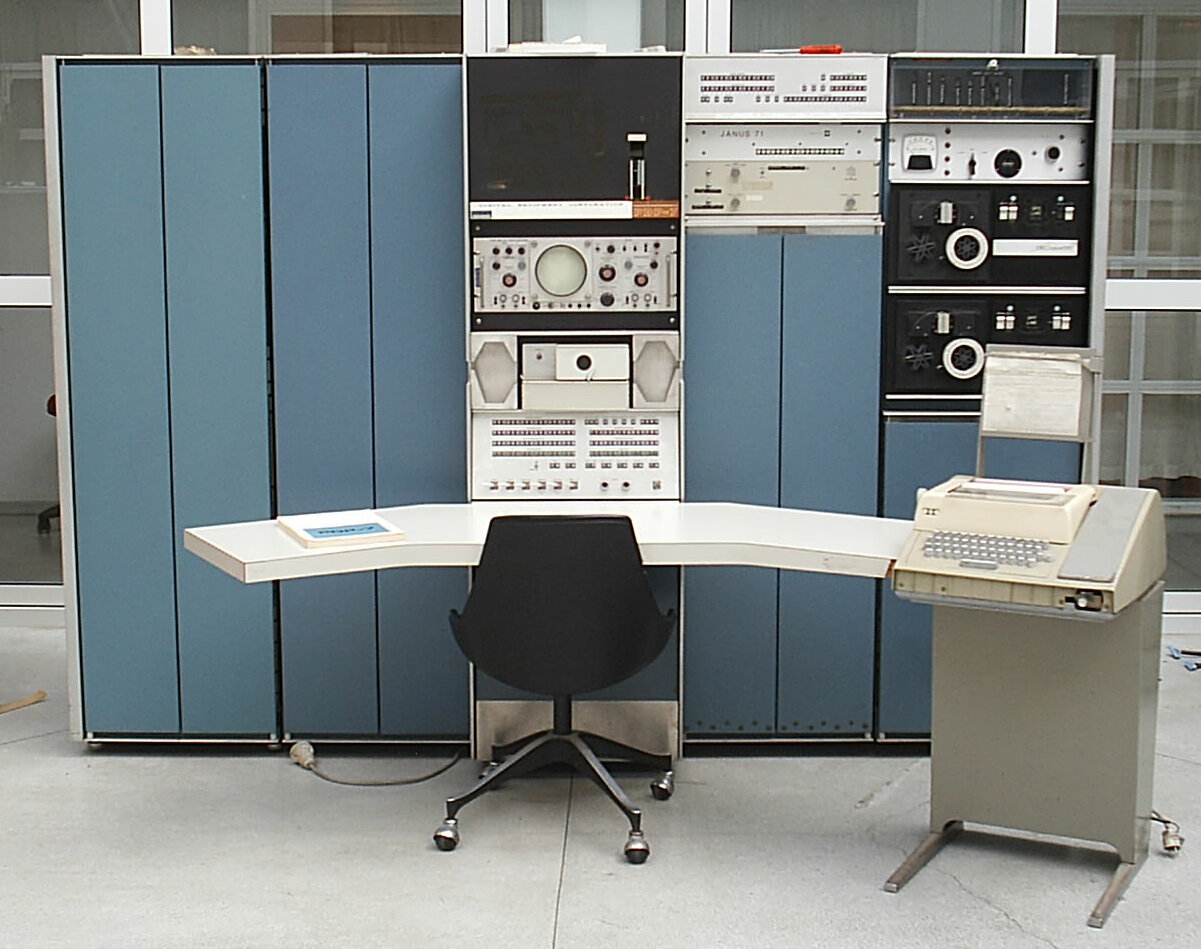
PDP 7

PDP-7은 디지털 이큅먼트 코퍼레이션에서 PDP 시리즈의 일부로 생산한 18비트 미니컴퓨터이다. 1964년:p.8에 출시되어 1965년부터 출시되었으며 최초로 플립칩(Flip-Chip) 기술을 사용한 제품이다. 가격은 72,000달러로 당시의 기준으로는 저렴했지만 강력했다. PDP-7은 디지털의 18비트 머신 중 세 번째 제품으로 PDP-4 및 PDP-9와 기본적으로 동일한 명령어 세트 아키텍처를 갖는다.

## 하드웨어
PDP-7은 최초의 와이어 랩 PDP 컴퓨터였다. 컴퓨터의 메모리 사이클 시간은 1.75μs이고 추가 시간은 4μs이다. 입/출력(I/O)에는 키보드, 프린터, 천공 테이프 및 이중 전송 DECtape 드라이브(유형 555)가 포함된다. 표준 코어 메모리 용량은 4K 워드(9KB)이지만 최대 64K 워드(144KB)까지 확장 가능하다.
PDP-7의 무게는 약 500kg(1,100파운드)이다.